# Kél·log
Kél·log (en rus: Келлог) és un poble (possiólok) del krai de Krasnoiarsk, a Rússia, que en el cens del 2010 tenia 306 habitants.